# چینتزیا راگوسا
چینتزیا راگوسا (انگلیسی: Cinzia Ragusa؛ زادهٔ ۲۴ مهٔ ۱۹۷۷) بازیکن واترپلو اهل ایتالیا است.
وی همچنین برندهٔ جوایزی همچون نشان شایستگی از جمهوری ایتالیا شده‌است.